# Jiří Růžek

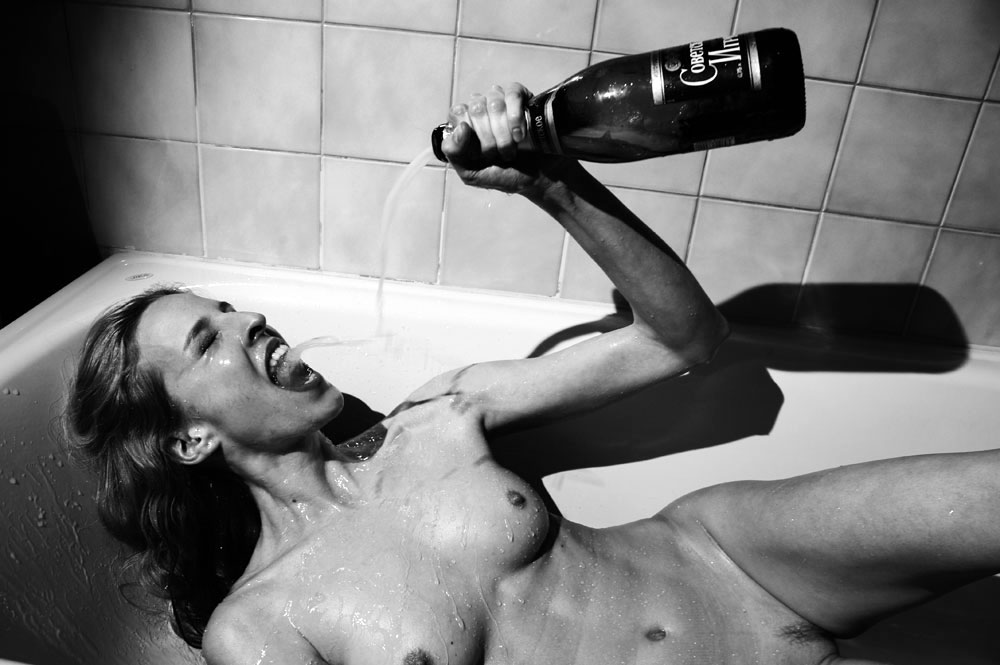
Jiří Růžek: Sovetskoe Igristoe, 2010

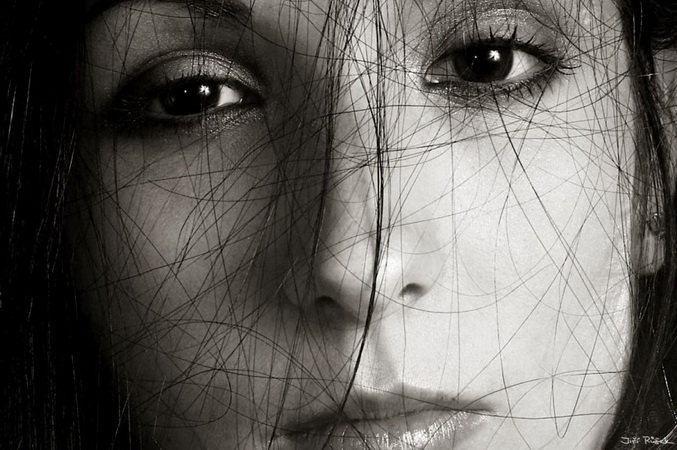
Jiří Růžek: Portrét, 2007

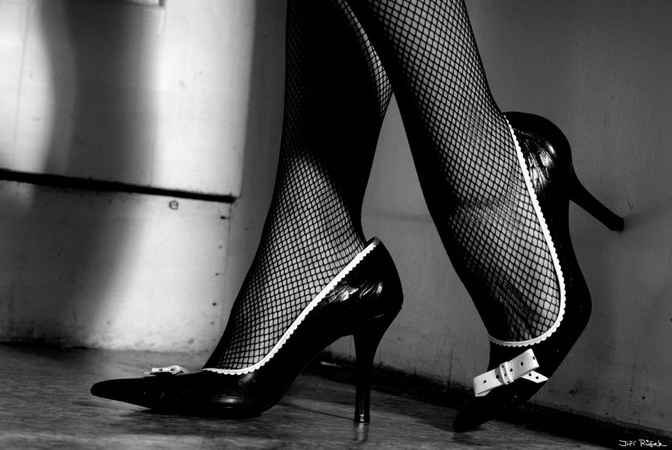
Jiří Růžek: Network, 2007

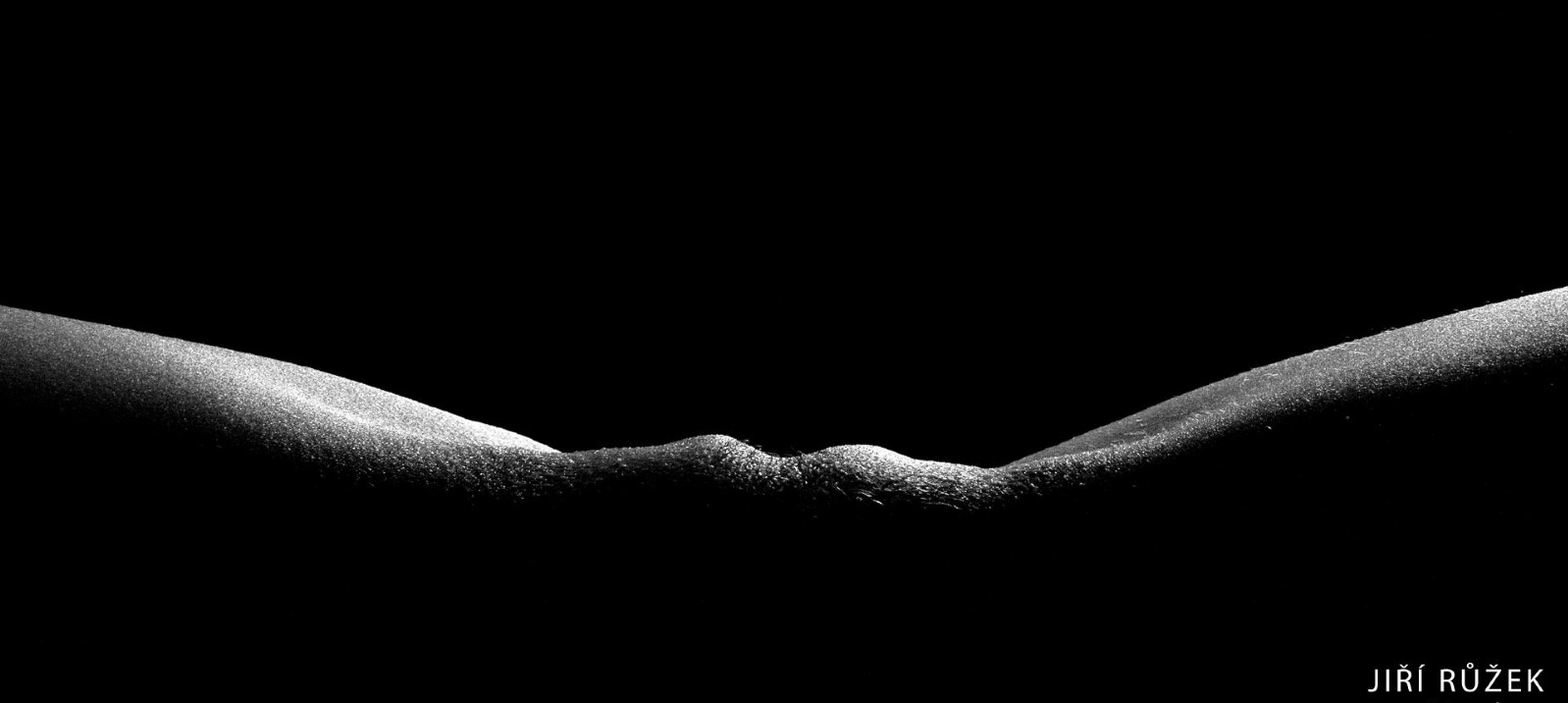
Jiří Růžek: Czeskie Średniogórze, 2006, fotografia zdobyła pierwsze miejsce w konkursie Akty X 2009 magazynu Reflex

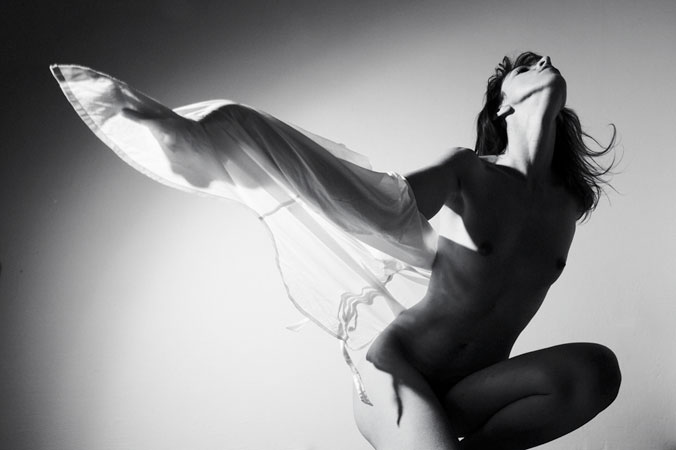
Jiří Růžek: Isis, 2009

Jiří Růžek (ur. 29 sierpnia 1967 w Litomierzycach, Czechosłowacja) – czeski fotograf. 

## Życiorys
Pochodzi z rodziny bez korzeni artystycznych. Do 7 roku życia mieszkał w Litomierzycach, potem rodzina przeniosła się do pobliskiej wsi Libochovany, gdzie mieszkał do 22 roku życia (1989 r.), gdy rozpoczął obowiązkową służbę wojskową. W armii służył podczas "aksamitnej rewolucji".
W latach 1981–1985 studiował programowanie komputerów i technologii w liceum Josefa Jungmanna w Litomierzycach. W czasie studiów zaczął grać na gitarze basowej i śpiewać w wielu rockowych, folkowych i jazzowych kapelach muzycznych, co trwało do roku 2005. W latach 1983–1988 studiował tworzenie tekstów i scenariuszy w Konserwatorium Jaroslava Jezka w Pradze.
W 1995 roku, w wieku 28 lat, przygotował serię fotografii na album CD dla grupy Please Don't Care. Jego pierwszą modelką została Martina Cyrkvová w 1995 roku, co przyczyniło się do tego, że zaczął fotografować kobiety.
W 2004 r. przeniósł się z rodzinnego miasta do Pragi, gdzie mieszka obecnie z architekt i fotografką Ludmilą Foblová.

## Praca
Jego twórczość znana jest przede wszystkim z czarno-białych aktów, ale jest też autorem portretów. Od 2006 roku jego fotografie publikowane są w czeskich i zagranicznych mediach drukowanych i internetowych, a jego zdjęcia znajdują się w zbiorach prywatnych na całym świecie.
W 2006 r. przygotował swoją pierwszą wspólną wystawę, która miała miejsce w kawiarni První Holešovická kavárna w Pradze, rok później w tym samym miejscu odbyła się indywidualna wystawa jego fotografii.
W lipcu 2009 r. za zdjęcie České Středohoří (nazwa nawiązuje do miejsca, w którym się urodził), zdobył główną nagrodę za najlepszy akt w konkursie fotograficznym, organizowanym przez magazyn Reflex. 
Jest członkiem Syndykatu czeskich fotografów, Czeskiego Stowarzyszenia Fotografików i Czeskiej Federacji Sztuki Fotograficznej.

## Wystawy
- 1. Holešovická kavárna 2006, Praga
- Jiří Růžek - Akty 2007 (1. Holešovická kavárna Praga)
- Designblok 2009 (Superstudio A4 Holešovický pivovar, Praga)[4]
- Prague Photo 2010 (Výstavní síň Mánes, Praga)[5]
- Jiří Růžek - Holky v altánu 2010 (Viniční altán, Praga)[6][7]
- Maximální fotografie 2010 (Zámek Rudoltice w Czechach)[8]
- Jiří Růžek - V lůně středohoří 2010 (Fotogalerie Na Baště Litoměřice)[9]
- Digiforum 2010 (Clarion Congress Hotel, Praga, wspólna wystawa z Janem Saudek, Robertem Vano itp.)[10]
- Art For Sue Ryder 2010 (Sue Ryder, Praga)[11]
- Základní Instinkt/Basic Instinct 2010 (Malostranská Beseda, Praga)[12]
- Základní Instinkt/Basic Instinct 2011 (Langhans Gallery, Praga)[13]
- Naked in Algarve, 2011 (Galeria Arte Algarve, Lagoa, Portugalia)[14]
- Feira de arte Arte Algarve IV, 2011 (Única - Adega Cooperativa do Algarve em Lagoa, Lagoa, Portugalia)[15][12]

## Nagrody
- Akty X 2009 - 1 nagroda w konkursie magazynu Reflex na najlepszy akt[1]
- Základní instinkt 2010 - 1 nagroda w konkursie magazynu Instinkt na najlepszy akt (wiosna półfinale)[16][17]

## Książki
- Transit (2009, Euphoria Factory, Japonia) ISBN 978-4-06-379405-2
- Nude Photography (2010, Loft Publications, Hiszpania/Frechmann GmbH., Niemcy) ISBN 978-84-92731-00-8
- Dame tus ojos (2011, Random House, Hiszpania) ISBN 978-84-253-4574-6
- Fetish Fantasies (2011, Feierabend Unique Books, Niemcy) ISBN 978-3-939998-77-8
- Pussy Mania (2011, Edition Skylight, Szwajcaria) ISBN 978-3-03766-622-7
- Nude Closeup (2011, Publishers Graphics, USA) ISBN 978-0-9847499-0-4

## Cytaty
- Piękno kobiecego ciała idzie w parze z tajemnicą jej duszy i nie można zobaczyć ich oddzielnie. Jeśli chcesz uchwycić je jednocześnie mamy Kobietę. ... Może zabrzmi to banalnie, ale jeśli szanujemy Hendrixa we współczesnej muzyce, musimy szanować Newtona w nowoczesnej fotografii. ... Masz wrażenie, że znalazłem mój styl? :) Myślę, że to niekończąca się opowieść i kiedy pomyślę, że znalazłem, to chyba będzie najlepszy czas, aby przestać fotografować. Wywiad dla The Universe d'Artistes, 26 listopada 2007[18]
- Czego chcę? Zrobić zdjęcia, które zapamiętasz. Magazyn Reflex, 19 sierpnia 2009